# Dwóch gniewnych ludzi
Dwóch gniewnych ludzi – amerykańska komedia z 2003 roku.

## Główne role
- Jack Nicholson – Dr Buddy Rydell
- Adam Sandler – Dave Buznik
- Marisa Tomei – Linda
- Luis Guzmán – Lou
- Woody Harrelson – Galaxia
- Allen Covert – Andrew
- John Turturro – Chuck
- John C. Reilly – Arnie Shankman
- Krista Allen – Stacy
- Kurt Fuller – Frank Head
- January Jones – Gina
- Heather Graham – Kendra